# 007 : Espion pour cible
007 : Espion pour cible (007: Agent Under Fire) est un jeu vidéo de tir à la première personne prenant place dans l'univers de James Bond. D'abord sorti sur PlayStation 2 en 2001, il est ensuite porté sur GameCube et Xbox en 2002.

## Synopsis
James Bond, un agent secret britannique travaillant pour le MI6, doit une fois de plus partir en mission, cette fois-ci pour enquêter sur l'industrielle Adrienne Malprave, à la tête de la multinationale Malprave Industries, qui investit notamment dans le fer et le pétrole. Malprave s'intéresse aussi à de nouveaux débouchés comme la biotechnologie. Elle a récemment été photographiée auprès de célèbres clandestins comme Carla « le Chacal », ce qui a attiré l'attention du MI6. Une enquête a également montré que certaines filiales de Malprave n'avaient ni fonctions réelles, ni revenus. Bond découvrira qu'elle mène des expériences illicites sur le clonage humain, et qu'elle tente d'éliminer des dirigeants du monde entier et de les remplacer par des clones.

## Système de jeu
En plus du mode solo, 007 : Espion pour cible propose un mode multijoueur dans lequel jusqu'à quatre joueurs peuvent s'affronter en écran partagé. Le jeu propose cinq modes de jeu différents, dont un mode match à mort et capture du drapeau.